# Östrands massafabrik

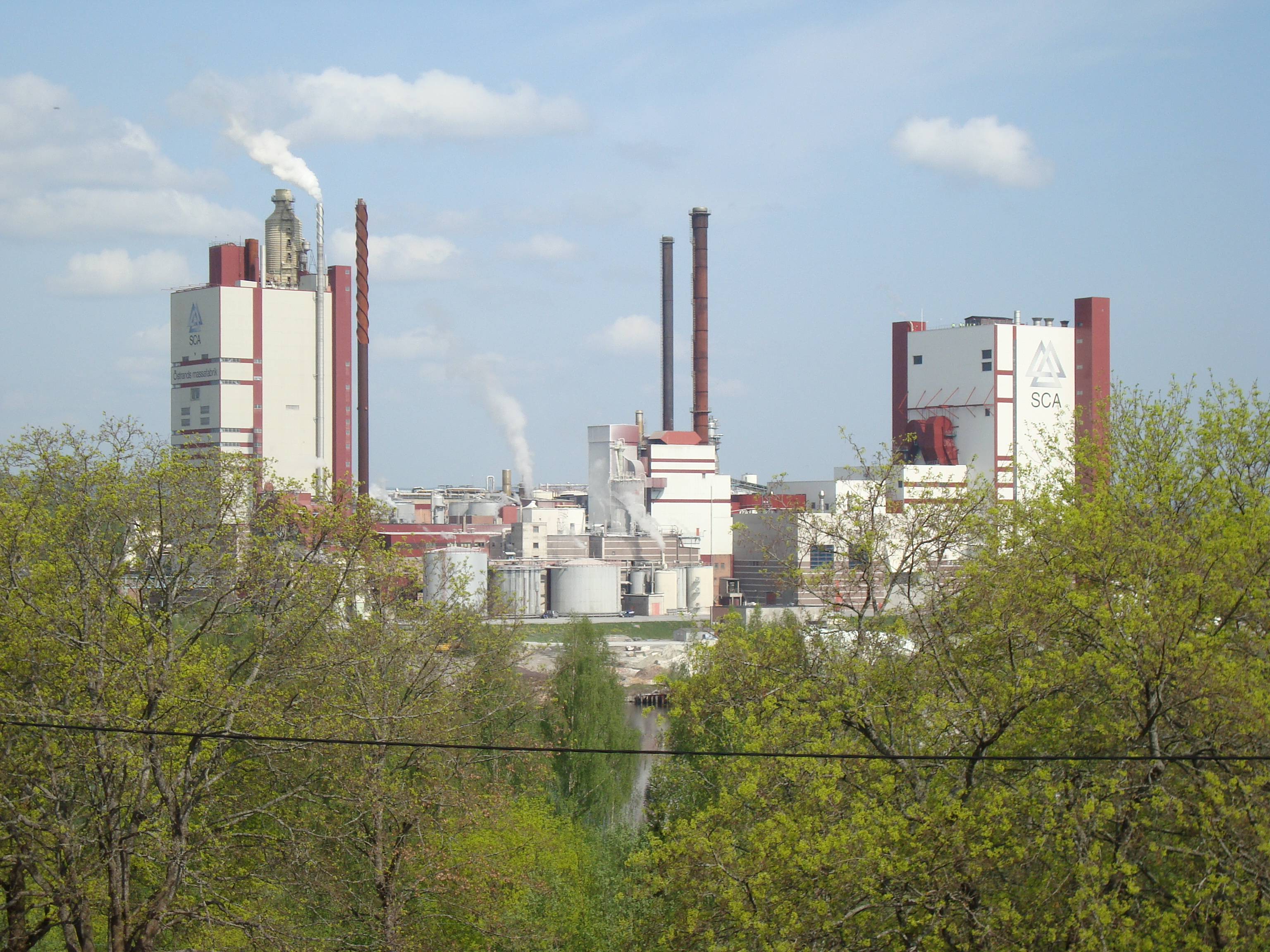
Östrands massafabrik sedd från Skönvik, 2010.

Östrands massafabrik i Timrå ingår i SCA-koncernen. Bruket producerar blekt pappersmassa. Anläggningen har 300 anställda.[källa behövs]
Brukets produktionskapacitet är cirka 900 000 ton per år av barrsulfatmassa, som används för tillverkning av t.ex. olika pappers- och kartongprodukter samt av hygienprodukter, t.ex. inom det från SCA 2018 avskilda hygienbolaget Essity.
Blekningen av sulfatmassan från kokprocessen görs utan klorgas med framför allt klordioxid, vilket innebär att massan klassas som så kallad ECF-massa ("Elementary Chlorine Free"). En andel av massan kan också blekas helt utan klorkemikalier och den massan klassas som TCF-massa (Totaly Chlorine free).
Östrands bruk är självförsörjande med både el och värme (i form av ånga) genom utnyttjande av avskild bark och vedrester, respektive av svartlut, som interna bränslen.